# Яде (горный массив)
Яде (фр. Massiv de Yadé) — горный массив, составляющий самую восточную часть плоскогорья Адамауа; Он состоит из обширного плоскогорья с отдельно стоящими горами, которые возвышаются на несколько сотен метров над плато. Он простирается с северо-запада Центральноафриканской Республики на запад до востока Камеруна. Самая высокая гора в массиве — Нгауи, высота которой немногим более 1400 м, она находится на границе между двумя странами и также является самой высокой горой в Центральноафриканской Республике.

## Название
Название массива было придумано в 1909 году французским полководцем Ленфаном. Яде было названием деревни, которая находилась в 12 км к юго-западу от Бокаранги и считалась Ленфаном центром массива.

## Геология
Массив Яде сложен гранитами и обрамлён разломами. Основные разломы, грабен Бозума на юго-востоке и грабены Мбере и Джерем на западе, простираются примерно в направлении западо-юго-запад-востоко-северо-восток. Последние представляют собой западную границу и, таким образом, линию разграничения от плоскогорья Адамава в более узком смысле: после траншей следуют милонитовые проходы и сопряжённые разломы.